# جورج مونبيوت
جورج جوشوا ريتشارد مونبيوت (مواليد 27 يناير 1963)، كاتب بريطاني معروف بنشاطه البيئي والسياسي. يكتب عمودًا في صحيفة ذا غارديان بانتظام، وألف عددًا من الكتب.
نشأ مونبيوت في أوكسفوردشاير ودرس علم الحيوان في جامعة أكسفورد، ثم بدأ حياته المهنية في الصحافة الاستقصائية، إذ نشر كتابه الأول «أسهم مسمومة» في عام 1989 حول قضايا حقوق الإنسان في غرب بابوا. شارك لاحقًا في الحراك والمناصرة فيما يتعلق بقضايا مختلفة، مثل التغير المناخي والسياسة البريطانية والشعور بالوحدة. ناقش مونبيوت في كتابه فيرال أو الوحشية (2013) توسيع إعادة الحياة البرية وأيدها. أسس حملة الأرض لنا، وهي حملة من أجل حق الوصول إلى الريف وموارده في المملكة المتحدة. حصل مونبيوت على جائزة غلوبال 500 في عام 1995، وجائزة أورويل في عام 2022.

## النشأة
وُلِد مونبيوت في كنسينغتون، ونشأ في روثرفيلد بيبارد بأوكسفوردشاير. والده ريموند مونبيوت، وهو رجل أعمال ترأس منتدى التجارة والصناعة لحزب المحافظين، أما والدته روزالي (ابنة النائب غريشام كوك) فكانت عضوة مجلس من المحافظين وزعيمة سابقة لمجلس مقاطعة جنوب أوكسفوردشاير. كان عمه، كانون هيريوارد كوك، نائب زعيم الحزب الليبرالي الديمقراطي في مجلس مدينة نورويتش.
أكمل تعليمه في مدرسة ستو في باكينجهامشير، بعد الانتهاء من المدرسة الإعدادية الداخلية. حصل على منحة دراسية مفتوحة لكلية براسينوس في أكسفورد. صرح مونبيوت أن «اليقظة السياسية» نبعت من قراءة كتاب بيتينا إرليش، باولو وبانيتو أثناء ارتياده مدرسته الإعدادية، وأنه نادم على ارتياده أكسفورد.

## الحياة المهنية
انضم مونبيوت بعد تخرجه بدرجة علمية في علم الحيوان، إلى وحدة التاريخ الطبيعي في بي بي سي كمنتج إذاعي، وعمل في إنتاج التاريخ الطبيعي والبرامج البيئية. انتقل إلى الخدمة العالمية في بي بي سي، إذ عمل لفترة وجيزة كمنتج ومقدم للأحداث الجارية، قبل أن يغادر للبحث وكتابة كتابه الأول.
عمل كصحفي استقصائي، وسافر إلى إندونيسيا والبرازيل وشرق إفريقيا. أدت أنشطته إلى جعله شخصًا غير مرغوب فيه في سبع دول، وحُكم عليه بالسجن مدى الحياة بمحاكمة غيابية في إندونيسيا. تعرض لحوادث إطلاق بالنار في هذه الأماكن، وللضرب من قبل الشرطة العسكرية، وشهد غرق سفينة، ودخل في غيبوبة نتيجة تعرضه للسعات دبابير سامة. عاد للعمل في بريطانيا بعد إعلان وفاته سريريًا في مستشفى لودوار العام في شمال غرب كينيا، بعد إصابته بالملاريا الدماغية.
انضم إلى حركة الاحتجاج على الطرق البريطانية ودُعي في كثير من الأحيان لإجراء مقابلات صحفية، وانتقدته مجموعات مثل غرين أناركيست وكلاس وور لكونه «لاذع إعلاميًا». تعرض لهجوم من قبل حراس الأمن، الذين زُعم أنهم قاموا بضرب مسمار معدني في قدمه، مما أدى إلى تحطم عظم المشط الأوسط، وأبقته إصاباته في المستشفى. جعل الدبلوماسي السابق في الأمم المتحدة والمدير في كلية غرين بأكسفورد آنذاك السير كريسبن تيكل، المتظاهر الشاب زميلًا زائرًا.
اعتذر للورد ماك ألبن في نوفمبر 2012 عن «غبائه وقلة تفكّره» جراء تغريدة له على تويتر ادعى فيها أن النظير المحافظ كان بيدوفيليًا.
كتب مونبيوت مقالًا حول موضوع الوحدة في عام 2014، وأدى ذلك إلى تعاونه مع الموسيقي إيوان ماكلينان في ألبوم بريكينغ ذا سبيل اوف لونلينيس في أكتوبر 2016، تلته جولة في المملكة المتحدة. وصفته الإذاعة الشعبية بأنه «ألبوم آسر» إذ كانت «كل أغنية بمثابة مقال قصير وبليغ ومثير للفكر عن تدمير إنسانيتنا وكيف يمكن استعادتها».
كان الراوي لمقطع الفيديو المعنون بكيف تغير الذئاب الأنهار، والذي كان مبنيًا على خطابه في تيد لعام 2013، بشأن استعادة النظم البيئية والمناظر الطبيعية (إعادة التوطين) عندما أعيد إدخال الذئاب إلى متنزه يلوستون. شارك مونبيوت عام 2019 في عرض فيديو نيتشر ناو حول حلول المناخ الطبيعية مع غريتا تونبرغ. ظهر في الفيلم الوثائقي لنتفليكس سيسبايراسي 2021، والذي ركز على تأثير الإنسان على الحياة البحرية وصيد الأسماك، ودافع عنه أمام النقاد.
ابتكر مونبيوت عام 2021 الوثائقي ذو البث المباشر ريفيرسايد، والذي سلط الضوء على الحالة المؤسفة للأنهار في المملكة المتحدة، وعلى نهر راي خصيصًا.
أوضح مونبيوت خلال وصفه لفيلم دونت لوك أب (2022) مدى صعوبة الحملة من أجل الحفاظ على الأرض في مواجهة ما يراه تقاعسًا ساحقًا.